# Bókaháza
Bókaháza község Zala vármegyében, a Keszthelyi járásban. A településen polgárőrség működik.

## Fekvése
Bókaháza a Zala völgyében, a Zalai-dombság keleti szélén fekszik. A Zalaapáti–Zalaszentgrót–Zalabér között húzódó 7352-es út észak-déli irányban halad végig a településen. Ebbe fut be egy kis forgalmú önkormányzati út Gétye irányából. Rendszeres autóbusz-összeköttetésben áll Keszthellyel, illetve a környező településekkel.

## Története
Bókaháza első említése 1479-ből való. Birtokosa a Boka család volt. A család valószínűleg elszegényedett, mert később csak mint jobbágy vagy zsellér tűnt fel a Boka név. A települést a 17. században nem említik források. Így feltételezhető, hogy a környéken szokásos török pusztítások elérték a falut, és teljesen elnéptelenedett.
A 18. században lassan települt be. Lakosai a rossz terméshozamok miatt munkát vállaltak távolabbi allódiumokon, elsősorban Somogy és Fejér vármegyében. A korszakban legnagyobb birtokosa a Botka család volt, akik a település nagy részét magukénak tudhatták. 
1895-ben épült meg a Bókaházát is érintő Zalaszentgrót–Balatonszentgyörgy-vasútvonal, amelyen 1974-ben megszűnt a forgalom.
Az 1950-es évektől nagy mértékű elvándorlás sújtotta, egészen az 1990-es évekig. Ekkor gyors ütemben történt az infrastruktúra kiépítése, amely mára teljessé vált. Egyéni vállalkozók és kisebb társaságok is megjelentek a településen.
2007-ig a Keszthely–Hévízi kistérséghez tartozott.

## Közélete

### Polgármesterei
- 1990–1994: Ódor Sándor (független)[4]
- 1994–1998: Ódor Sándor (független)[5]
- 1998–2002: Lóth Eszter (független)[6]
- 2002–2006: Lóth Eszter (független)[7]
- 2006–2010: Lóth Eszter (független)[8]
- 2010–2014: Lóth Eszter (független)[9]
- 2014–2019: Lóth Eszter (független)[10]
- 2019–2024: Lóth Eszter (független)[11]
- 2024– : Lóth Eszter (független)[1]

## Népesség
A település népességének változása:
| Lakosok száma | 286  | 285  | 263  | 269  | 256  | 254  | 244  |
|               | 2013 | 2014 | 2015 | 2021 | 2022 | 2023 | 2024 |

A 2011-es népszámlálás idején a nemzetiségi megoszlás a következő volt: magyar 86,9%, cigány 10%, német 2,6%. A lakosok 66,4%-a római katolikusnak, 1,5% reformátusnak, 1,8% evangélikusnak, 8,9% felekezeten kívülinek vallotta magát (20,5% nem nyilatkozott).
2022-ben a lakosság 92,6%-a vallotta magát magyarnak, 10,2% cigánynak, 3,9% németnek, 0,4% szlovénnek, 1,6% egyéb, nem hazai nemzetiségűnek (5,5% nem nyilatkozott; a kettős identitások miatt a végösszeg nagyobb lehet 100%-nál). Vallásuk szerint 60,2% volt római katolikus, 2,7% református, 0,8% evangélikus, 3,1% egyéb keresztény, 2% egyéb katolikus, 7,4% felekezeten kívüli (23,8% nem válaszolt).

## Nevezetességei
- Szent Mihálynak dedikált római katolikus templomát 1757-ben építették a hívek összefogásával.[14]

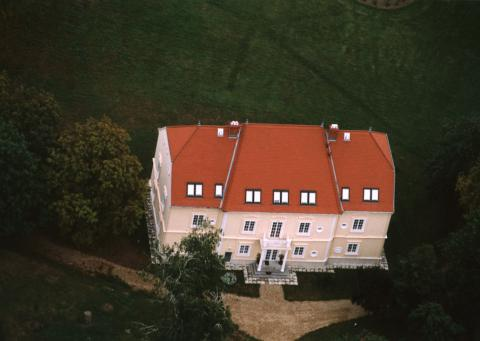
A Botka-kastély légifotója

- Botka-kastély (1787)